# Krahës
Krahës è una frazione del comune di Memaliaj in Albania (prefettura di Argirocastro).
Fino alla riforma amministrativa del 2015 era comune autonomo, dopo la riforma è stato accorpato, insieme agli ex-comuni di Buz, Fshat Memaliaj,  Luftinjë, Memaliaj, Qesarat  a costituire la municipalità di Memaliaj.

## Località
Il comune era formato dall'insieme delle seguenti località:
- Krahës
- Krahes e Siperme
- Zhulaj
- Lulezim
- Levan
- Allkomemaj
- Kalivac
- Perparim
- Leshnje
- Xhaxha